# Mike Musyoki
Mike Musyoki, född den 28 maj 1956, är en kenyansk friidrottare inom långdistanslöpning.
Han tog OS-brons på 10 000 meter vid friidrottstävlingarna 1984 i Los Angeles.